# Apple Lisa
Az Apple Lisa asztali számítógépet az Apple gyártotta és forgalmazta 1983 januárja és 1984 januárja között 12 hónapon keresztül. Az Apple Lisa egyike volt azoknak a számítógépeknek, amelyek az Apple nevet viselték.

## Története
Felkészültünk arra, hogy Lisával éljünk a következő tíz évben.

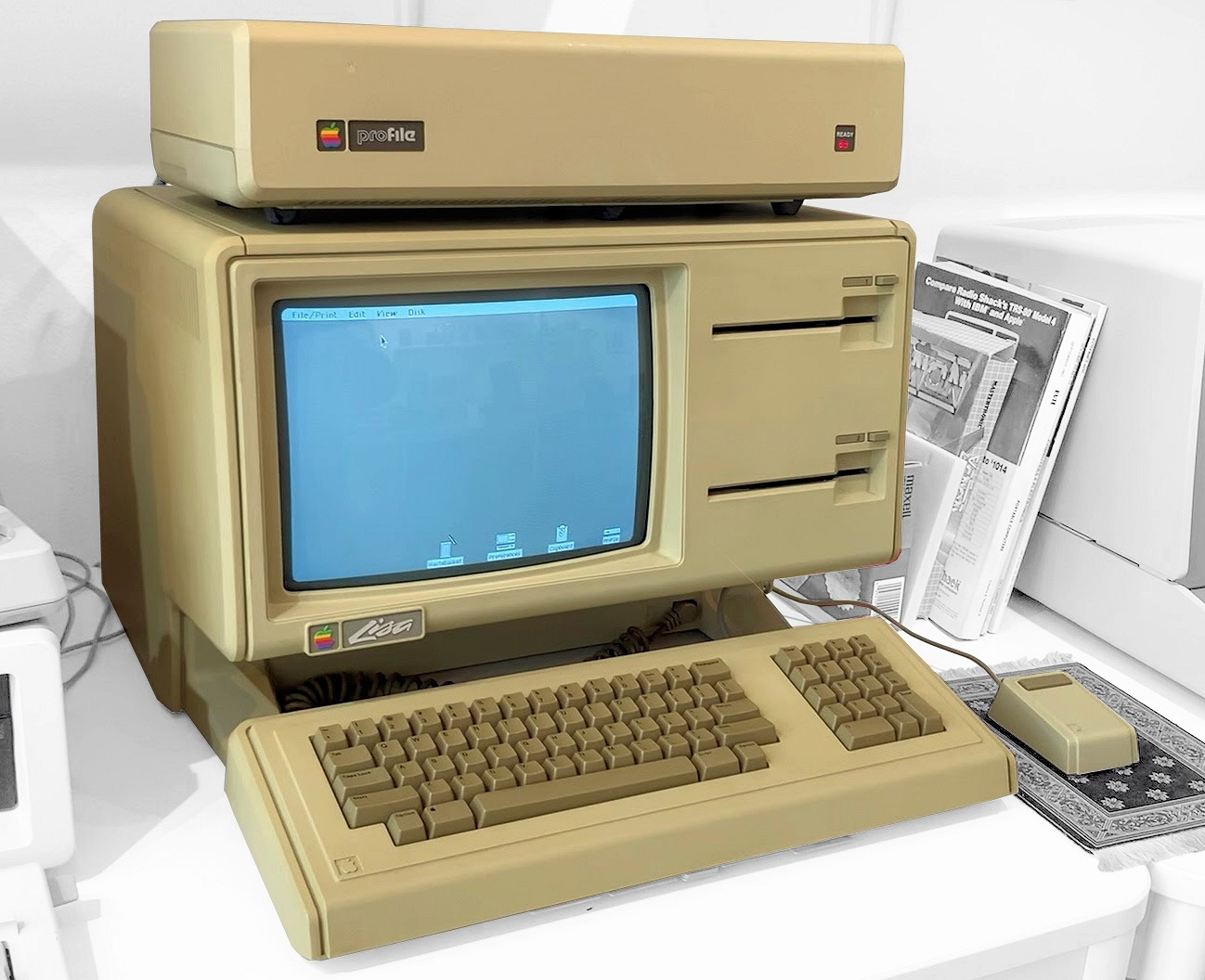
A Lisa-1 számítógép a The BYTE Shop számítógépes múzeumban Bostonban, 2022. szeptember

A Lisa volt az első személyi számítógép, amely grafikus felhasználói felületet kínált egy olcsó gépen, amelyet egyéni üzleti felhasználóknak szántak. Ez volt az egyik első felhasználóknak szánt számítógép, amelyet egérrel lehetett vezérelni. A Lisa sok tekintetben fejlettebb rendszer volt, mint az akkori számítógépek, példaként említendő a védett memóriahasználat, többfeladatos munkavégzés. Kifinomultabb volt a merevlemez alapú operációs rendszere, beépített képernyővédőt kínált, a fejlett számológép alkalmazás ismerte a fordított lengyel jelölést (RPN, Reverse Polish Notation), a memória akár két mebibájtig volt bővíthető. A Lisa bővítőhelyeket kínált, numerikus billentyűzettel érkezett, számos adat és fájlkezelési újdonságot hozott: adatsérülés elleni védelmi sémákkal bírt, engedte több azonos nevű dokumentum használatát, és fizikailag és felbontásban is nagyobb kijelzővel szállították. Sok évnek kellett eltelnie ahhoz, hogy ezeknek a szolgáltatásoknak a nagy részét megvalósítsák a Macintosh platformon. A védett memória például csak a Mac OS X operációs rendszer 2001-es kiadásában jelent meg ismét.
A Lisáról hivatalosan először 1982 kora nyarán beszélt az Apple. A következő év januárjában New Yorkban a sajtó képviselői a bemutató előtt rövid ideig meg is tekinthették az Apple leendő zászlóshajóját.
A Lisa szíve 5 MHz-es órajelű Motorola 68000-es mikroprocesszor volt, a gép 1 RAM-ból, 2 ROM-ból, 720x364 képpont felbontásra képes 12 hüvelykes fekete-fehér monitorból, két 5,25 hüvelykes 860 KiB-os hajlékonylemez-meghajtóból és 5 MB-os merevlemezből állt. Bevezető ára 9995 dollár volt. A Lisa hardverének fejlesztése 50 millió, a hozzá tartozó szoftver fejlesztése 100 millió dollárba került. Hivatalosan a „Lisa” a Local Integrated Software Architecture rövidítése. A gép júniusban került forgalomba. Az eladási számok rosszak voltak, ezért az Apple 8190 dollárra  csökkentette a Lisa árát, és 6995 dollárért szoftver nélkül is elérhetővé teszi a számítógépet.
1983-ban a tervezett 500 000 helyett csak 15 000 Lisát adtak el, leszállítani 11 000 darabot volt képes az Apple.

## Technikai leírás
A bézs színű gép súlya 22 kg, magassága 350 mm, szélessége: 475 mm és mélysége 388 mm volt. A Apple Lisa számítógépet egymagos 5 MHz-es Motorola 68000  processzor vezérelte, az 5 MHz-en működő rendszerbusz 16-bites architektúrát szolgált ki. Külső adattárolási lehetőséget a beépített 2x871kB Apple FireWare 5,25 floppy drive nyújtott. A géphez 76 + 10 kiegészítő gombos billentyűzet tartozott A gépet Lisa Office System 1.0 operációs rendszerrel szállította az Apple. A gépet beépített memória nélkül gyártották, maximálisan 2 MiB kezelésére volt képes a gyári specifikáció szerint, a bővítéshez 2 hely (slot) állt rendelkezésre. A gépet 16kB kapacitású ROM-mal szerelték. A számítógépnek 12 inch-es, 720x364 vagy 608x432 képpont felbontásra képes kijelzője volt. Külső megjelenítő csatlakoztatására szolgált egy RCA csatlakozó. Az Apple Lisa a következő csatlakozási lehetőségeket kínálta: két RS-232C, egy DE9, egy D-25, egy RCA, egy CVSD. A gép bővíthetőségét szolgálta · 3x Apple Lisa bővítőhely.

## A számítógép technikai adatai
A táblázat nem tartalmazza az összes műszaki paramétert. Az egyes modelleknél a bemutatáskor érvényes adatokat soroljuk fel, a későbbi frissítéseket nem.
| Gépneve bemutatva kivezetve   | Méretmagasság szélesség mélység súlySzín | Processzortípus @órajel architektúra magok száma | Média                                    | Billentyűzet                         | Operációs rendszer     | Memóriaalap (max.) hely ROM | Kijelzőmérete felbontása     | Grafikakimenet, képpont és szöveg felbontás | Csatlakozókkazetta, játék, kijelző, soros, párhuzamos, hang... | Bővíthetőség               |
| ----------------------------- | ---------------------------------------- | ------------------------------------------------ | ---------------------------------------- | ------------------------------------ | ---------------------- | --------------------------- | ---------------------------- | ------------------------------------------- | -------------------------------------------------------------- | -------------------------- |
| Apple Lisa1983 jan. 1984 jan. | 350 mm 475 mm 388 mm 22 kg bézs          | Motorola 68000 @5 MHz, 16 bit 1 mag              | 2x871kB Apple FireWare 5,25 floppy drive | 76 gombos + 10 billentyűs kiegészítő | Lisa Office System 1.0 | 0, (2 MiB) 2 slot 16kB      | 12 inch 720x364 vagy 608x432 | 1xRCA                                       | · 2x RS-232C · 1x DE9 · 1x D-25 · 1x RCA · 1x CVSD             | · 3x Apple Lisa bővítőhely |

## Az Apple számítógépek az időben
| Az Apple számítógépek idővonalon |
| --- |
| |
| A színek kezdete a bemutató időpontja, a forgalmazás több esetben is hónapokkal később kezdődött. Megeshet, hogy egy csík végét kitakarja egy másik csík eleje. Előfordul, hogy a gyártás befejezését követően még egy ideig forgalomban marad a gép adott verziója. Az egyes eszközök technikai paraméterei a MacTracker alkalmazásból származnak. A Macintosh XL azért szerepel a grafikonon, mert technikailag a Lisa 2 utóda, de a neve miatt a Compact Macintosh számítógépek közé szokás besorolni. |